# Opel Vectra
Opel Vectra (укр. Опель Вектра) — середньорозмірні чотирьох-п'ятидверні п'ятимістні легкові седани, ліфтбеки і універсали німецької компанії Opel (дочірньої корпорації General Motors), що вироблялися з 1988 по 2008 роки. Модифікація універсал має традиційну для фірми Опель ринкову назву Vectra Caravan. Паралельно в 2003—2008 роках на платформі Vectra випускалась п'ятидверна модель із скороченим кузовом типу хетчбек під назвою Opel Signum.
В Британії автомобіль Vectra мав ринкове ім'я Vauxhall Cavalier, пізніше Vauxhall Vectra. В Латинській Америці модель зветься Chevrolet Vectra і в Австралії Holden Vectra. За межами Європи після 2008 року модель продовжує вироблятися .

## Opel Vectra A (1988—1995)

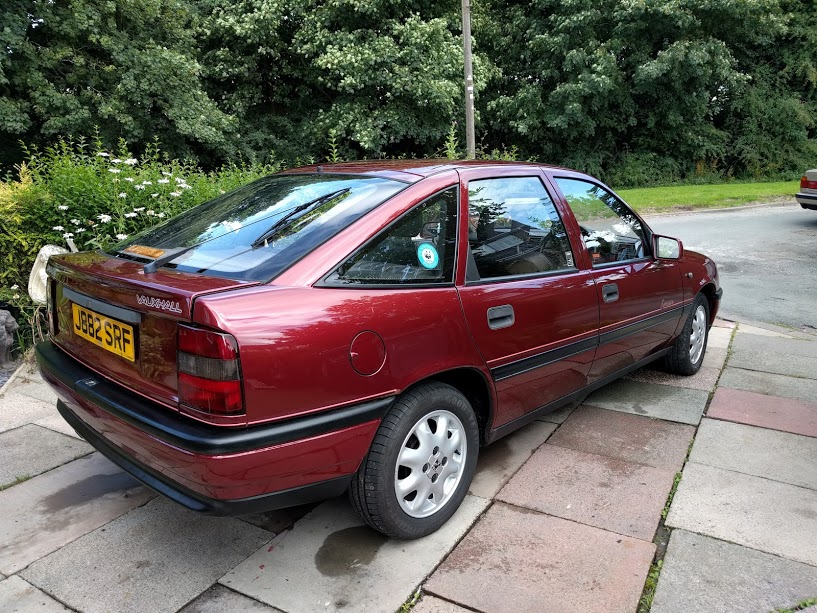
Opel Vectra А ліфтбек (1988—1992)

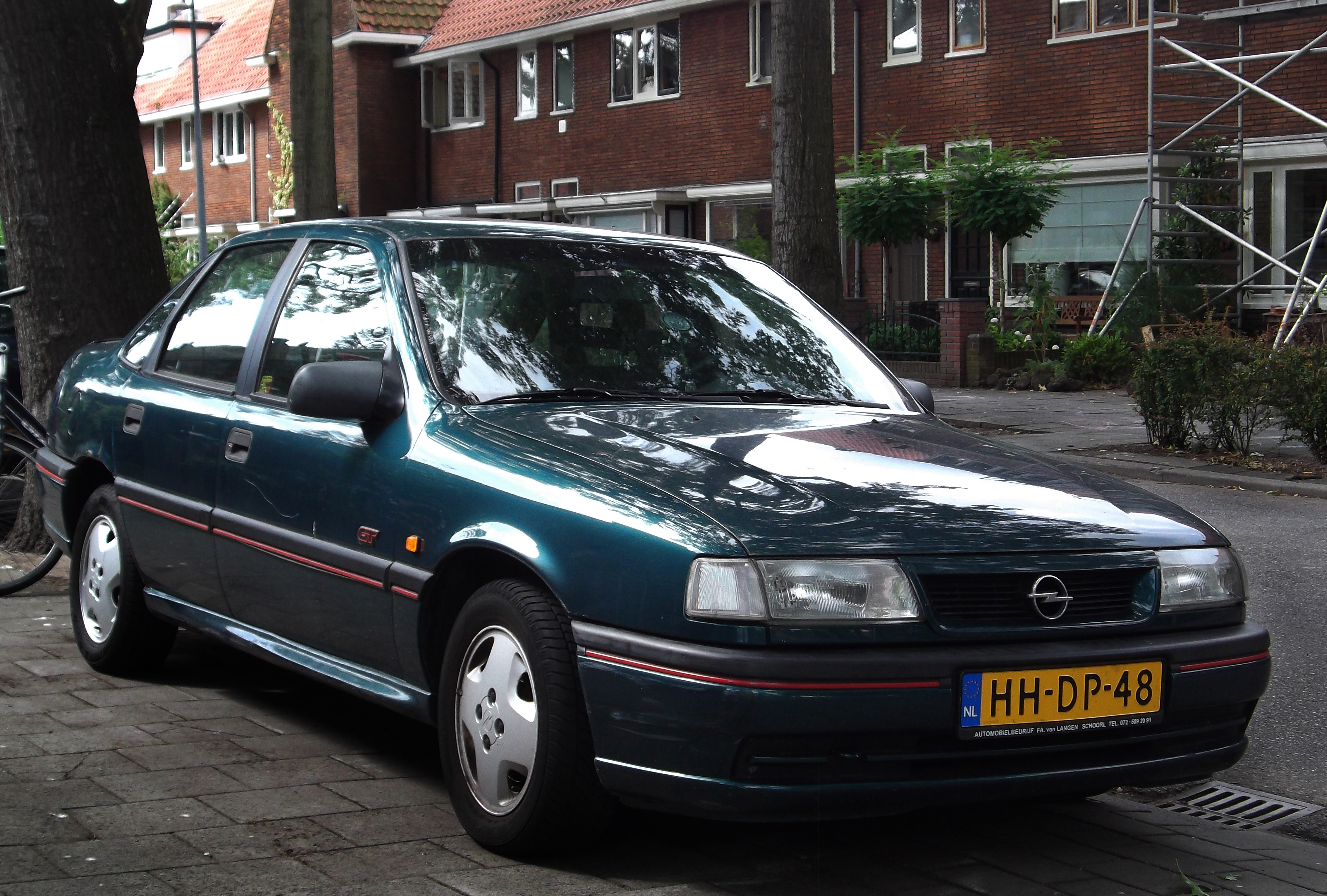
Opel Vectra А ceдан (1993—1995)

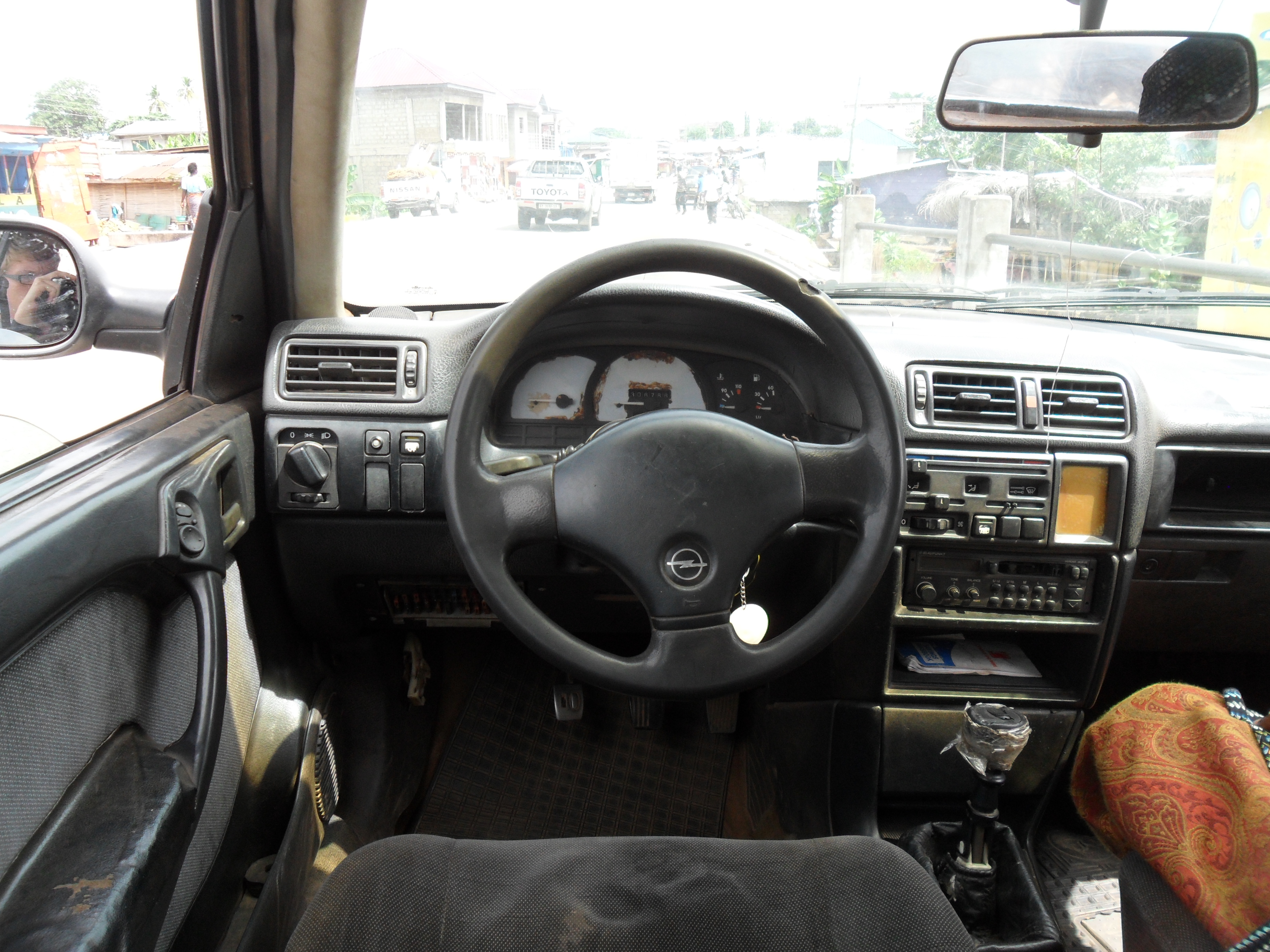
Салон

Перше покоління Opel Vectra було випущено з метою замінити застарілу Opel Ascona. Новинка дуже швидко стала популярною серед автомобілістів і стала самою продаваною моделлю у Opel. Новинка одержала індекс A і випускалася з 1988 по 1995 роки. У 1989 році автомобіль зайняв друге місце в конкурсі Європейський автомобіль року.
Висока популярність прийшла до цього автомобіля завдяки дуже хорошому рівню ергономіки і відносно невисокій вартості. Opel Vectra A могла підійти будь-якому автомобілісту, тому що існувала дуже велика кількість різних комплектацій і двигунів. Невеликими кількостями також випускалася модифікація цього автомобіля з повним приводом. Автомобіль випускався в трьох кузовах — седан, хетчбек .
Кількість різних двигунів вражала. Встановлювали як мінімум 5 бензинових агрегатів об'ємом: 1,6 літра і потужністю 75 сил; 1,8-літровий 88-сильний; 2,0-літровий потужністю 115 кінських сил і ще один потужніших — 150-сильний; і флагманський 6-циліндровий 2,5-літровий. А також дизельний двигун об'ємом 1,7 літра. Всі двигуни поставляються з механічною 5-ступінчастою коробкою і з 4-ступінчастим автоматом.
У 1992 році модель піддалася рестайлінгу, внаслідок якого бампери і дзеркала стали забарвленими в колір кузова, а також змінилася решітка радіатора. Існувало безліч різних модифікацій. Всього ж було випущено близько двох мільйонів примірників Opel Vectra A. Випуск тривав до 1995 року.

### Конструкція
Більшість автомобілів були передньопривідними; існувала також повнопривідна версія, що не отримала розповсюдження через недостатню надійність трансмісії.

### Двигуни
Автомобілі комплектувалися бензиновими двигунами об'ємом 1,4, 1,6, 1,8, 2,0, 2,5 л., а також дизельними двигунами об'ємом 1,7 л. Бензинові двигуни всіх обсягів випускалися з одним розподільним валом верхнього розташування (SOHC), а двигуни об'ємом 2,0 л — також з двома валами (DOHC).
Інжекторні бензинові двигуни могли використовувати бензин з октановим числом 92 або 95, що забезпечувалося зміною налаштування електронного блоку управління за допомогою перемички.
| Модель | Двигун | Об'єм    | Система живлення   | Потужність                       | Крутний момент             | Код двигуна   | Роки виробництва  |
| --- | ------ | -------- | ------------------ | -------------------------------- | -------------------------- | ------------- | ----------------- |
| Бензинові |        |          |                    |                                  |                            |               |                   |
| 1.4S | Р4 8V  | 1389 см³ | карбюратор         | 55 kW (75 к.с.) при 5600 об/хв   | 108 Нм при 3000 об/хв      | 14NV          | 10.1988 — 06.1990 |
| 1.6S | Р4 8V  | 1598 см³ | карбюратор         | 60 kW (82 к.с.) при 5400 об/хв   | 130 Нм при 2600 об/хв      | 16SV          | 10.1988 — 06.1990 |
| 1.6i | Р4 8V  | 1598 см³ | центральний вприск | 52 kW (71 к.с.) при 5000 об/хв   | 128 Нм при 2800 об/хв      | X16SZ         | 08.1993 — 06.1995 |
| 1.6i | Р4 8V  | 1598 см³ | центральний вприск | 55 kW (75 к.с.) при 5200 об/хв   | 125 Нм при 2800 об/хв      | C16NZ/C16NZ2  | 10.1988 — 06.1993 |
| 1.6i | Р4 8V  | 1598 см³ | центральний вприск | 55 kW (75 к.с.) при 5200 об/хв   | 127 Нм при 2600 об/хв      | E16NZ         | 10.1988 — 12.1988 |
| 1.8S | Р4 8V  | 1796 см³ | карбюратор         | 66 kW (90 к.с.) при 5400 об/хв   | 148 Нм при 2800 об/хв      | 18SV          | 10.1988 — 07.1989 |
| 1.8S | Р4 8V  | 1796 см³ | карбюратор         | 65 kW (88 к.с.) при 5400 об/хв   | 143 Нм при 3000 об/хв      | E18NVR        | 10.1988 — 07.1989 |
| 1.8i | Р4 8V  | 1796 см³ | центральний вприск | 66 kW (90 к.с.) при 5400 об/хв   | 145 Нм при 3000 об/хв      | C18NZ         | 03.1990 — 06.1995 |
| 2.0i | Р4 8V  | 1998 см³ | вприск             | 74 kW (101 к.с.) при 5200 об/хв  | 158 Нм при 2600 об/хв      | C20NEF        | 10.1988 — 09.1989 |
| 2.0i | Р4 8V  | 1998 см³ | вприск             | 85 kW (116 к.с.) при 5200 об/хв  | 175 Нм при 2600 об/хв      | 20NE          | 10.1988 — 09.1989 |
| 2.0i | Р4 8V  | 1998 см³ | вприск             | 85 kW (116 к.с.) при 5200 об/хв  | 170 Нм при 2600 об/хв      | C20NE         | 10.1988 — 06.1995 |
| 2.0i | Р4 8V  | 1998 см³ | вприск             | 95 kW (129 к.с.) при 5600 об/хв  | 180 Нм при 4600 об/хв      | 20SEH         | 10.1988 — 09.1989 |
| 2.0 16V | Р4 16V | 1998 см³ | вприск             | 110 kW (150 к.с.) при 6000 об/хв | 196 Нм при 4800 об/хв      | 20XEJ         | 10.1988 — 09.1989 |
| 2.0 16V | Р4 16V | 1998 см³ | вприск             | 110 kW (150 к.с.) при 6000 об/хв | 196 Нм при 4600 об/хв      | C20XE         | 09.1989 — 02.1994 |
| 2.0 16V | Р4 16V | 1998 см³ | вприск             | 100 kW (136 к.с.) при 5600 об/хв | 185 Нм при 4000 об/хв      | X20XEV        | 03.1994 — 06.1995 |
| 2.0 Turbo | Р4 16V | 1998 см³ | вприск             | 150 kW (204 к.с.) при 5600 об/хв | 280 Нм при 2400 об/хв      | C20LET        | 09.1992 — 06.1994 |
| 2.5 V6 | V6 24V | 2498 см³ | вприск             | 125 kW (170 к.с.) при 6000 об/хв | 227 Нм при 4200 об/хв      | C25XE         | 03.1993 — 06.1995 |
| Дизельні |        |          |                    |                                  |                            |               |                   |
| 1.7D | Р4 8V  | 1700 см³ | вприск             | 42 kW (57 к.с.) при 4600 об/хв   | 105 Нм при 2400—2600 об/хв | 17D (4EE1)    | 10.1988 — 06.1992 |
| 1.7D | Р4 8V  | 1700 см³ | вприск             | 44 kW (60 к.с.) при 4600 об/хв   | 105 Нм при 2400—2600 об/хв | 17DR          | 03.1994 — 06.1995 |
| 1.7TD | Р4 8V  | 1686 см³ |                    | 60 kW (82 к.с.) при 4400 об/хв   | 168 Нм при 2400 об/хв      | 17DT (TC4EE1) | 08.1991 — 06.1995 |
| Скорочення: Р4 = чотирьохциліндровий рядний двигун, V6 = шестициліндровий V-подібний двигун, 8V = 8-клапанів, 16V = 16-клапанів, 24V = 24-клапани D = дизель, TD = турбодизель |        |          |                    |                                  |                            |               |                   |

### Трансмісія
Автоматична 4-ступінчаста або механічна 5-ступінчаста і 6-ступінчата коробка перемикання передач (КПП).

### Підвіска
Передня підвіска незалежна, зі стійками Макферсона і стабілізатором поперечної стійкості, змонтована на потужному підрамнику разом з двигуном і трансмісією. Задня підвіска в передньопривідних моделях напівзалежна, з телескопічними амортизаторами і з пов'язаними торсіонною балкою поздовжніми важелями, при цьому важелі опущені нижче осі коліс, пружини невеликі, бочкоподібні — така конструкція забезпечила пристойні розміри багажника. Потужні моделі, а також повнопривідні версії мають задню незалежну підвіску.

### Кузов
Седан або ліфтбек. З 1993 року в бічні двері почали встановлюватися підсилюючі елементи для захисту пасажирів при бічному зіткненні, a також airbag.

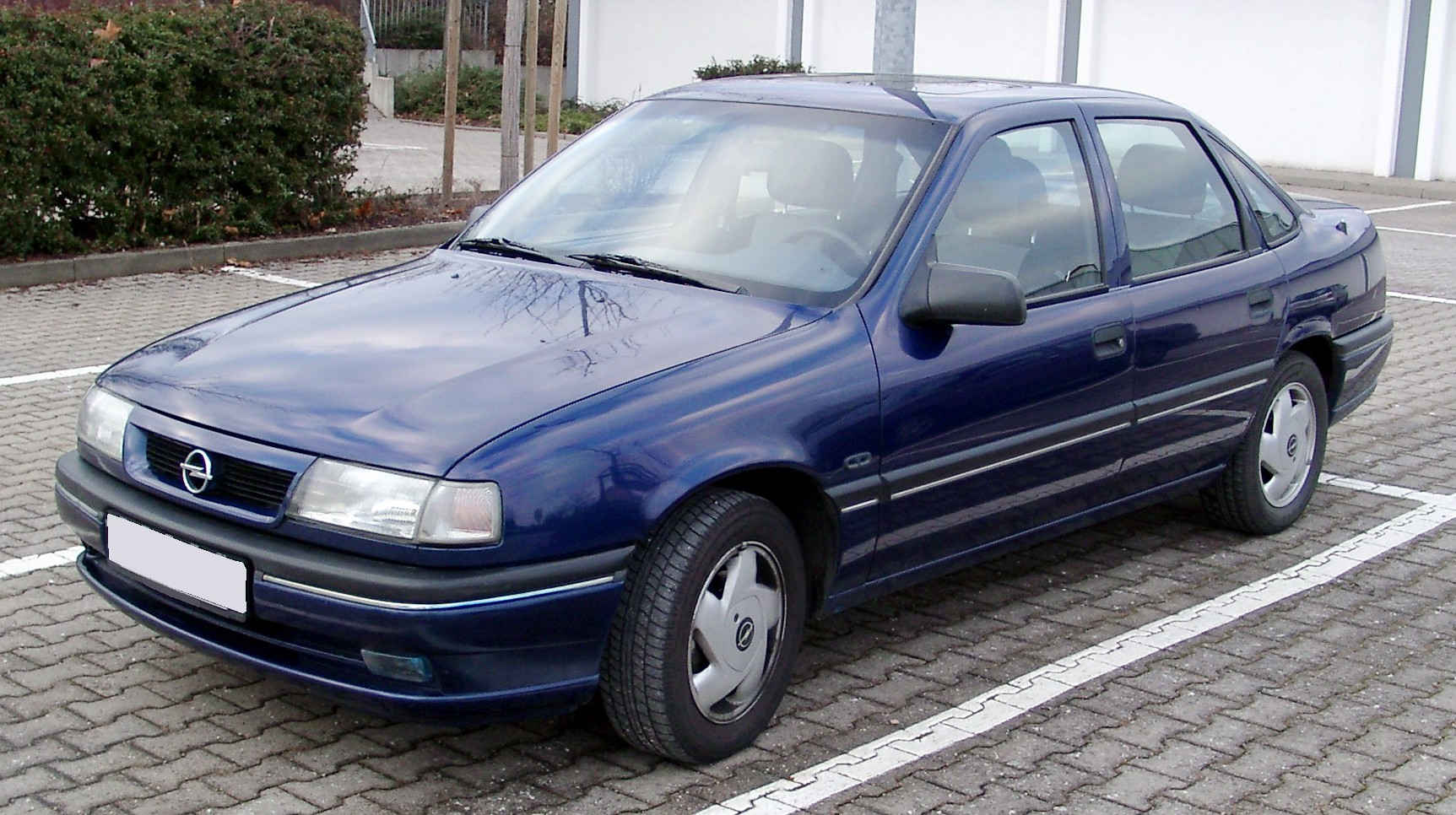
Opel Vectra А седан (1992-1995)
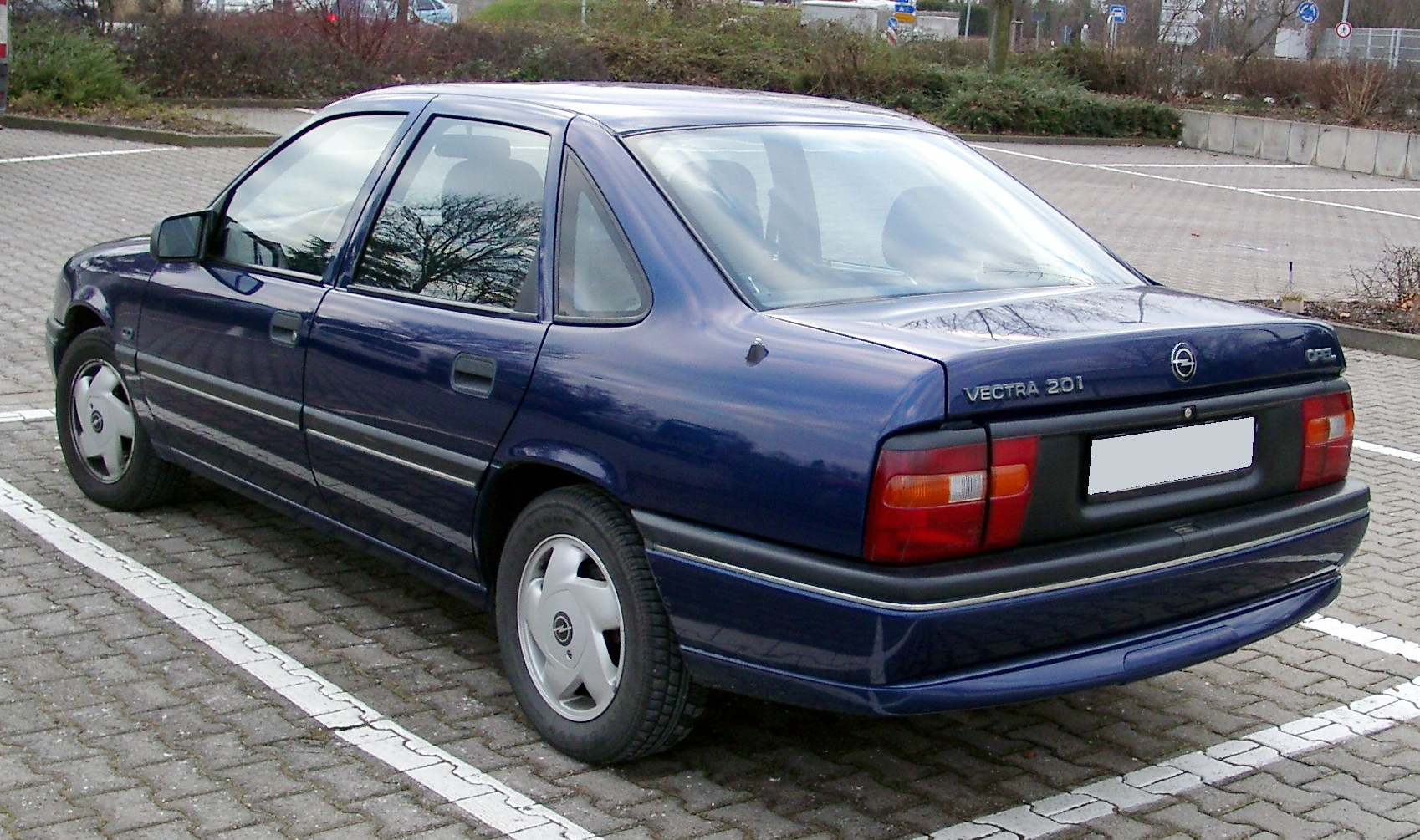
Opel Vectra А седан (1992-1995)
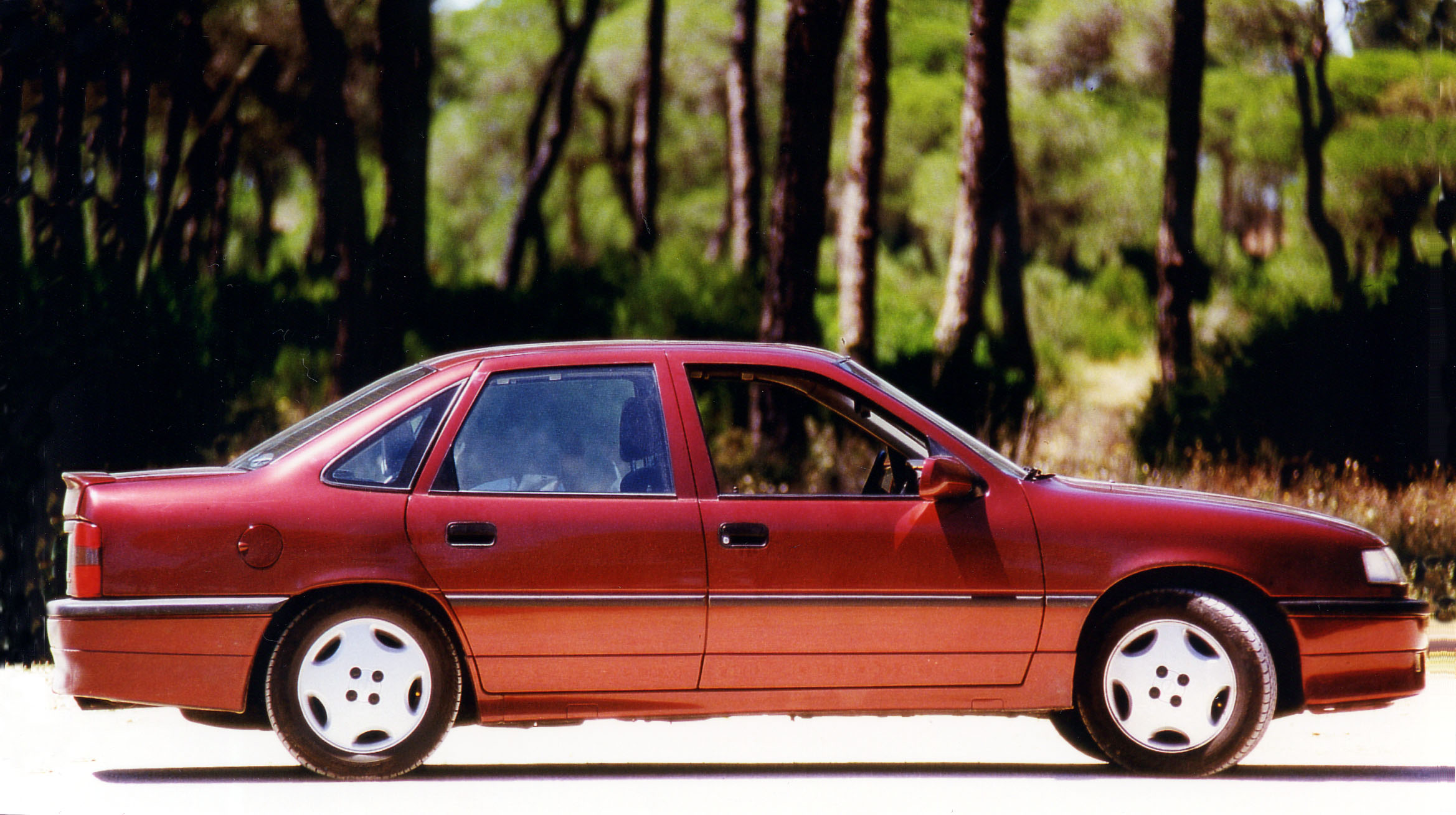
Opel Vectra А 2000

## Opel Vectra B (1995—2002)

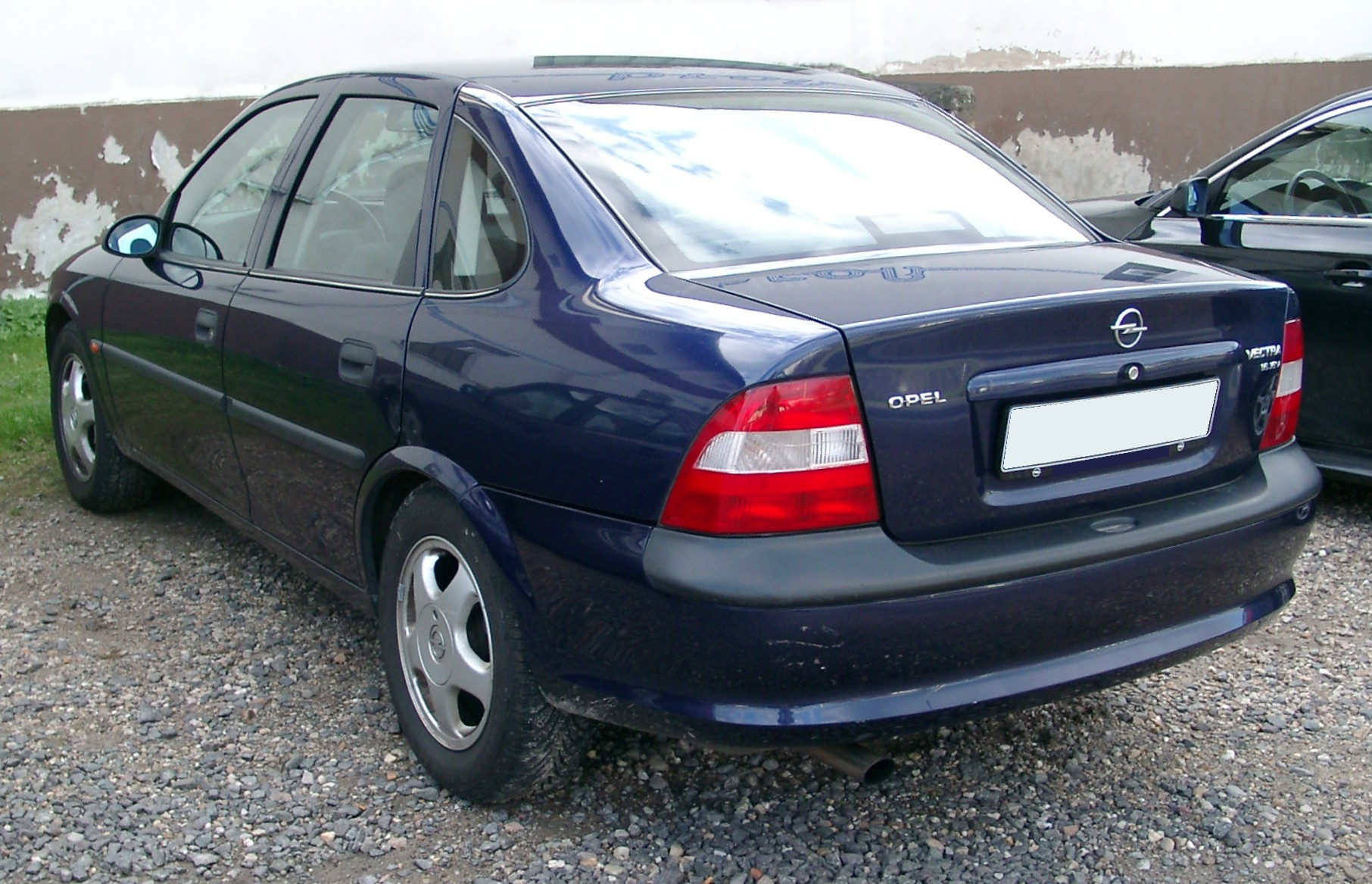
Opel Vectra B седан (1995—1999)

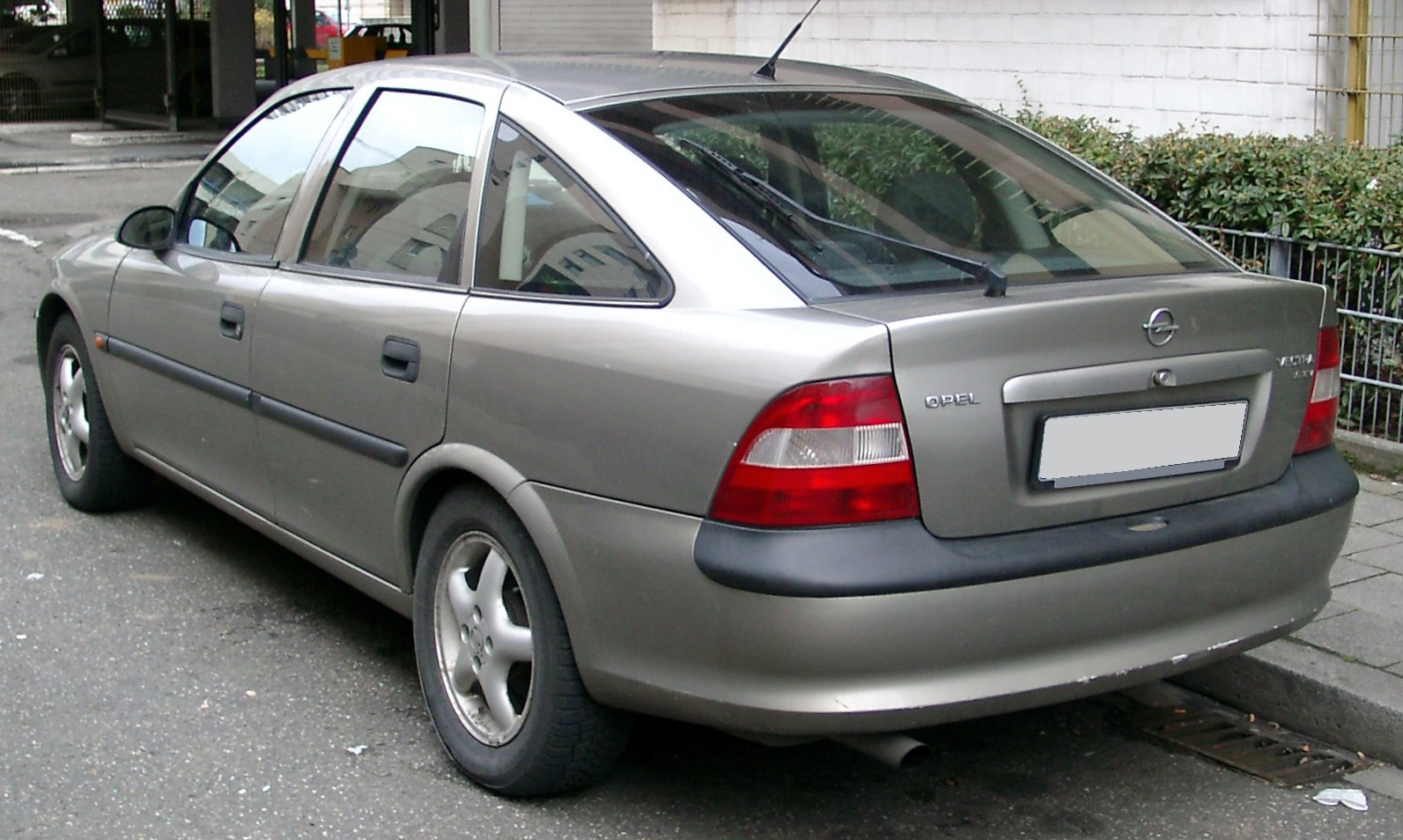
Opel Vectra B ліфтбек (1995—1999)

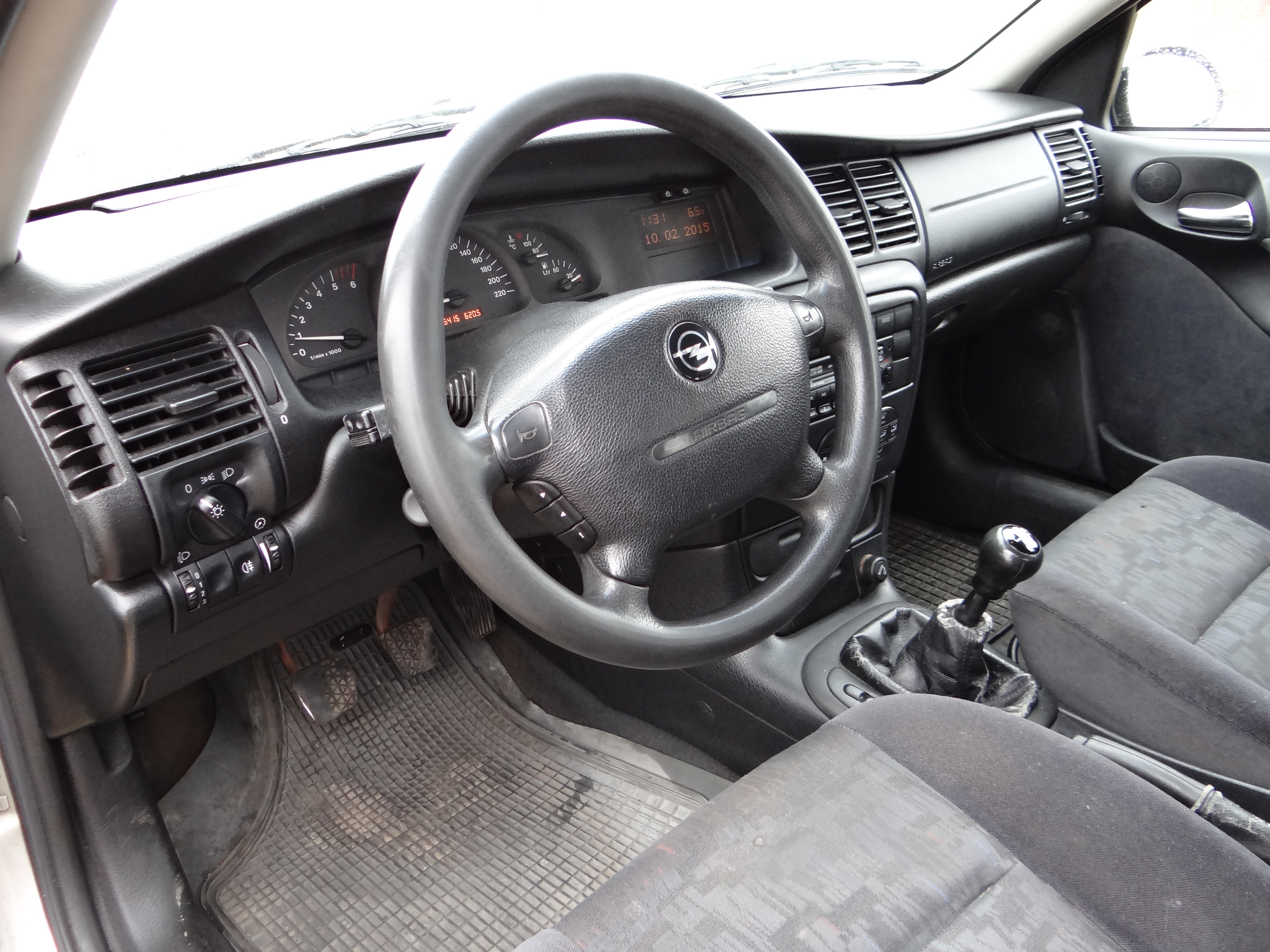
Салон

Покоління Opel Vectra з індексом B з'явилося на світ у 1995 році. Нове покоління набуло нових, цікавіших рис, автомобіль перестав бути незграбним. Проте обрис кузова практично не змінився в порівнянні з попереднім поколінням.
Новинка не змогла повторити успіх попереднього покоління у повній мірі, але теж була популярною в колах автолюбителів. Opel Vectra B має дуже високу плавність ходу і ергономічність. З певними двигунами автомобіль може бути як економічним, так і динамічним.
Лінійка двигунів практично повторює лінійку попереднього покоління. Бензинові двигуни представлені 4-ма об'ємом: 1,6 літра, 1,8, 2,0, 2,5. Перший двигун об'ємом 1,6 літра мав дві модифікації, перша мала потужність 75 сил, а друга — 16-клапанна модифікація мала потужність 100 кінських сил. Далі йдуть два самих збалансованих двигуна — 1,8-літровий 115-сильний і 2-літровий 136-сильний. Топовий двигун мав обсяг 2,5 літра, він здатний розігнати машину до 100 км/год трохи більше, ніж за 9 секунд. Модифікацій дизельних двигунів було три: 1,7-літровий 82-сильний і два види 2-літрових — 100-сильний і 82-сильний.
У 1999 році пройшла рестайлінг. Були змінені: передня і задня оптика, форма багажника, приладова панель, дрібні деталі інтер'єру і екстер'єру (фарбовані дверні ручки і молдінги, внутрішні ручки дверей стали хромованими, накладки на пороги і т. д.), з'явилися 5 болтові маточини на всіх модифікаціях, штатними в комплектації стали 4 подушки безпеки.
Випускалася для багатьох ринків. Для американського під маркою «Сатурн» (із змінами в екстер'єрі та інтер'єрі, нові, порівняно з європейськими Вектра, бампери, оптика, салон). Для Великої Британії під маркою «Воксхолл Вектра» (праве кермо), для Бразилії під маркою «Шевроле Вектра» (практично без змін).
На вторинному ринку зустрічаються Вектра, що служили в поліції. Відрізняються зміненим двигуном об'ємом 1,8 (встановлено інші разподільні вали, поршні, можливо колінвал з шатунами), іноді встановлена КПП з іншими передавальними числами. Відсутні кишені в передніх пасажирських дверях (замість них кобура під автомат), інші деталі.
За рейтингом Euro NCAP дорестайлінгова Вектра Б отримала 4 зірки, післярестайлінгова — 5.
Випуск другого покоління Opel Vectra тривав до 2002 року, коли було розроблено зовсім нове — третє покоління.

### Двигуни
Автомобілі комплектувалися бензиновими двигунами об'ємом 1,6, 1,8, 2,0, 2,2 (Z22SE), 2,5, 2,6 л., а також дизельними двигунами об'ємом 1,7 л, 2,0 л, 2,2 л. Бензинові двигуни випускалися з одним і з двома розподільними валами верхнього розташування (SOHC), (DOHC).
Двигун x20xev має об'єм 2 літра, потужність 136 к.с. Рядний, чотирициліндровий, з двома верхньорозміщеними розподільними валами, 16 клапанів. Встановлювався також і на інші моделі концерну. На Вектра А з 1995 року, на Вектру Б встановлювався аж до 2000 року. Вважається невибагливим, одним з найвдаліших в лінійці двигунів для Вектра Б. Має розподілене впорскування, колектор з довжиною, що змінююється, блок запалювання з двома котушками (по одній на кожну пару свічок), один лямбда-зонд, каталізатор. Відповідає нормам Євро-2.

#### Бензинові
| Модель   | Код    | Об'єм    | Тип    | Потужність при об/хв   | Крутний момент (Нм при об/хв) | 0-100 км/год | Vмакс      | Роки виробництва | Примітки                                   |
| -------- | ------ | -------- | ------ | ---------------------- | ----------------------------- | ------------ | ---------- | ---------------- | ------------------------------------------ |
| 1.6      | 16LZ2  | 1598 см³ | R4 8V  | 55 kW (75 к.с.)/5400   | 120/2200                      |              | 175 км/год | 1995–2000        | без кат. тільки на експорт в деякі країни. |
| 1.6      | X16SZR | 1598 см³ | R4 8V  | 55 kW (75 к.с.)/5200   | 128/2800                      | 15,5 с       | 175 км/год | 1995–2000        | Euro 2                                     |
| 1.6      | X16XEL | 1598 см³ | R4 16V | 74 kW (100 к.с.)/6200  | 150/3200                      | 12,5 с       | 188 км/год | 1995–2000        | Euro 2                                     |
| 1.6      | Y16XE  | 1598 см³ | R4 16V | 74 kW (100 к.с.)/6000  | 150/3600                      | 12,5 с       | 193 км/год | 2000–2002        | Euro 3                                     |
| 1.6      | Z16XE  | 1598 см³ | R4 16V | 74 kW (100 к.с.)/6000  | 150/3600                      | 12,5 с       | 193 км/год | 2000–2002        | Euro 4                                     |
| 1.8      | X18XE  | 1799 см³ | R4 16V | 85 kW (115 к.с.)/5400  | 170/3600                      | 11,0 с       | 203 км/год | 1995–1999        | Euro 2                                     |
| 1.8      | X18XE1 | 1796 см³ | R4 16V | 85 kW (115 к.с.)/5400  | 170/3400                      | 11,0 с       | 203 км/год | 1999–2000        | Euro 2                                     |
| 1.8      | Z18XE  | 1796 см³ | R4 16V | 92 kW (125 к.с.)/5600  | 170/3800                      | 10,5 с       | 208 км/год | 2000–2002        | Euro 4                                     |
| 2.0      | 20NEJ  | 1998 см³ | R4 8V  | 82 kW (112 к.с.)/5400  | 165/2800                      |              | 195 км/год | 1995–2000        | без кат. тільки на експорт в деякі країни. |
| 2.0      | X20XEV | 1998 см³ | R4 16V | 100 kW (136 к.с.)/5600 | 188/3200                      | 10,0 с       | 215 км/год | 1995–2000        | Euro 2                                     |
| 2.2      | Z22SE  | 2198 см³ | R4 16V | 108 kW (147 к.с.)/5800 | 203/4000                      | 9,5 с        | 218 км/год | 2000–2002        | Euro 4                                     |
| 2.5      | X25XE  | 2498 см³ | V6 24V | 125 kW (170 к.с.)/5800 | 230/3200                      | 8,5 с        | 230 км/год | 1995–2000        | Euro 2                                     |
| 2.5 i500 | X25XEI | 2498 см³ | V6 24V | 143 kW (195 к.с.)/6500 | 240/3500                      | 8,2 с        | 236 км/год | 1998–2000        | - Спеціальна модель від Irmscher - Euro 2  |
| 2.6      | Y26SE  | 2597 см³ | V6 24V | 125 kW (170 к.с.)/5800 | 250/3600                      | 8,5 с        | 230 км/год | 2000–2002        | Euro 3                                     |
| 3.0 i30  | X30XEI | 2962 см³ | V6 24V | 162 kW (220 к.с.)/6200 | 300/3600                      | 6,9 с        | 242 км/год | 1998             | - Спеціальна модель від Irmscher - Euro 2  |

#### Дизельні
| Модель      | Код    | Об'єм    | Тип    | Потужність при об/хв  | Крутний момент (Нм при об/хв) | 0-100 км/год | Vмакс      | Роки виробництва | Примітки                                                 |
| ----------- | ------ | -------- | ------ | --------------------- | ----------------------------- | ------------ | ---------- | ---------------- | -------------------------------------------------------- |
| 1.7 TD      | X17DT  | 1686 см³ | R4 8V  | 60 kW (82 к.с.)/4400  | 168/2400                      | 15,5 с       | 175 км/год | 10/95–08/96      | - Turbo з LLK - Вихрові камери упорскування - Euro 1     |
| 2.0 DI 16V  | X20DTL | 1995 см³ | R4 16V | 60 kW (82 к.с.)/4300  | 185/1800–2500                 | 15,5 с       | 178 км/год | 09/96–09/00      | - Turbo без LLK - безпосереднє уприскування - Euro 2     |
| 2.0 DTI 16V | X20DTH | 1995 см³ | R4 16V | 74 kW (100 к.с.)/4300 | 205/1600–2750                 | 13,0 с       | 195 км/год | 09/97–09/00      | - Turbo з LLK - безпосереднє уприскування - Euro 2       |
| 2.0 DTI 16V | Y20DTH | 1995 см³ | R4 16V | 74 kW (100 к.с.)/4300 | 230/1950–2500                 | 13,0 с       | 195 км/год | 10/00–02/02      | - Turbo з LLK - безпосереднє уприскування - Euro 3       |
| 2.2 DTI     | Y22DTR | 2172 см³ | R4 16V | 92 kW (125 к.с.)/4000 | 270/1500–2750                 | 10,5 с       | 207 км/год | 10/00–02/02      | - Turbo з LLK - безпосереднє уприскування - VTG - Euro 3 |

### Трансмісія
Автоматична 4-ступінчаста (японська, фірми Айсін) або механічна 5-ступінчаста коробка перемикання передач (МКПП) з гідравлічним приводом зчеплення. Версії з повним приводом відсутні.

### Підвіска
Класичний Мак-Ферсон спереду, задня підвіска незалежна багатоважільна. Кліренс 140 мм. Штатно ставився гідропідсилювач.

### Гальмівна система
Гідравлічна, двоконтурна, з вакуумним підсилювачем і АБС з двигунами від двох літрів, встановлювалася антипробуксовочна система і дискові гальма на всіх колесах, зі збільшеним діаметром.

### Кузов
Седан, Хетчбек (випускався аж до 2003 року) або Універсал. Були модифікації зі штатним ксеноном, омивачем і автокоректором.

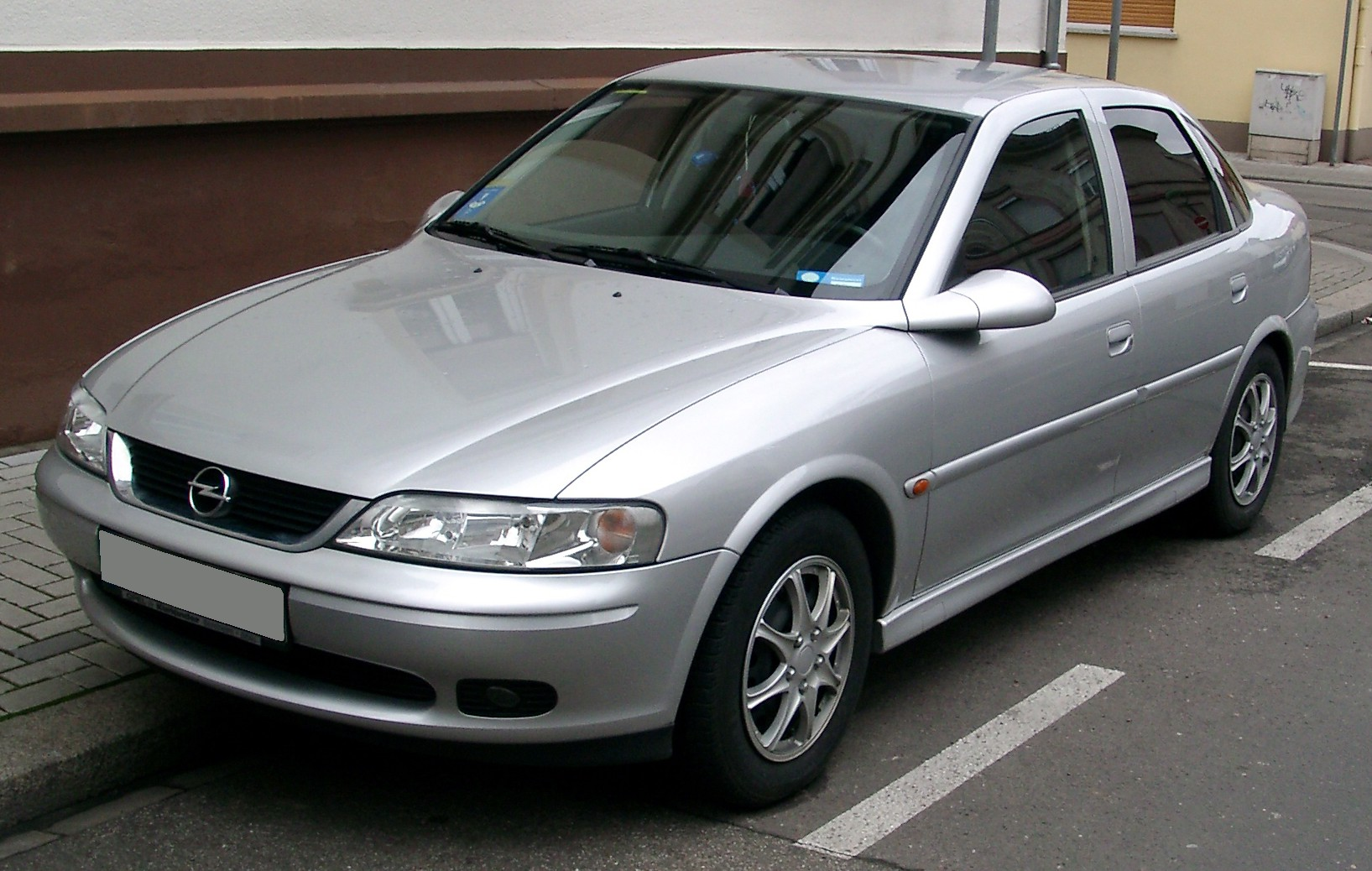
Opel Vectra B седан (1999-2002)
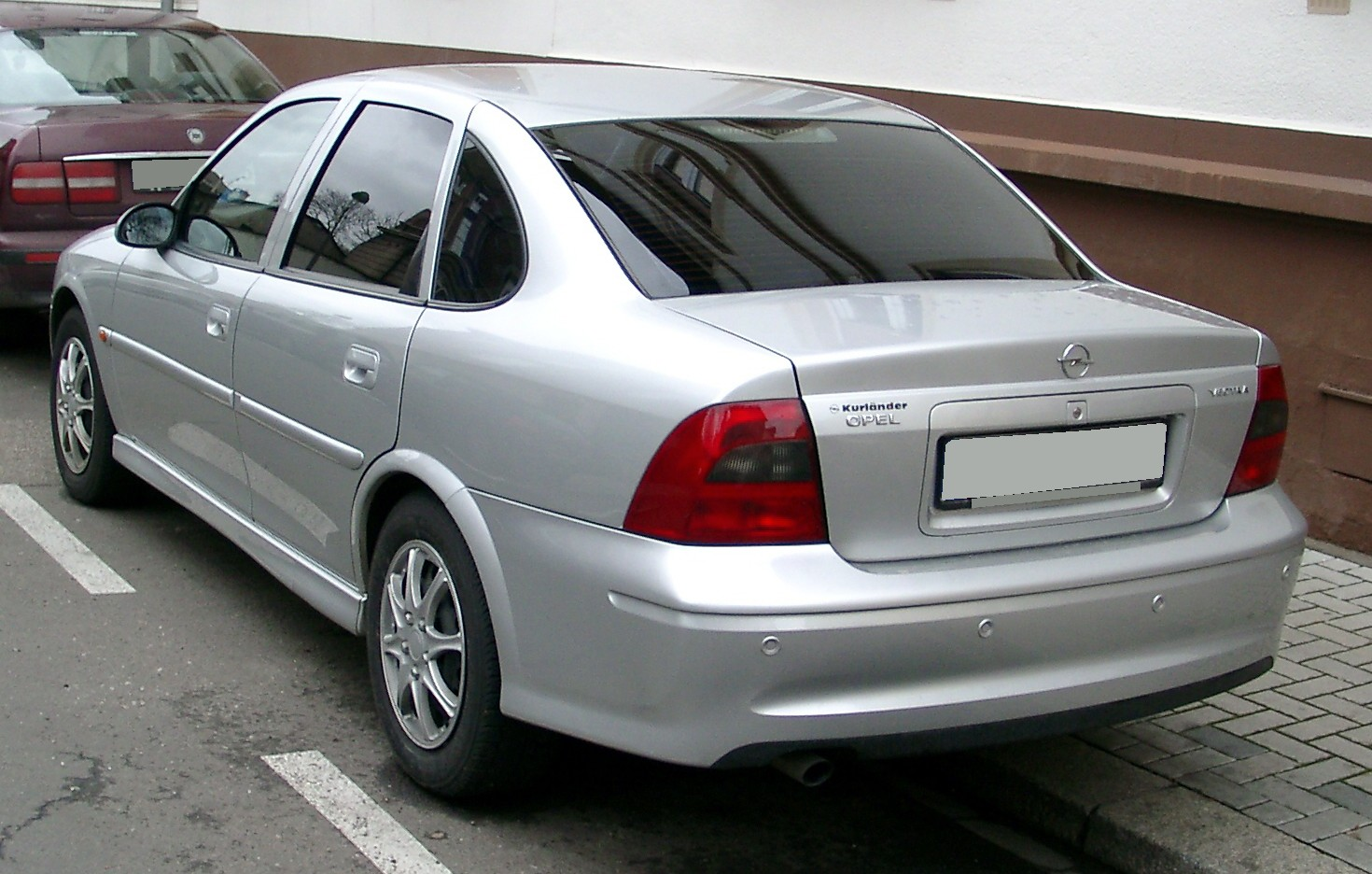
Opel Vectra B седан (1999-2002)
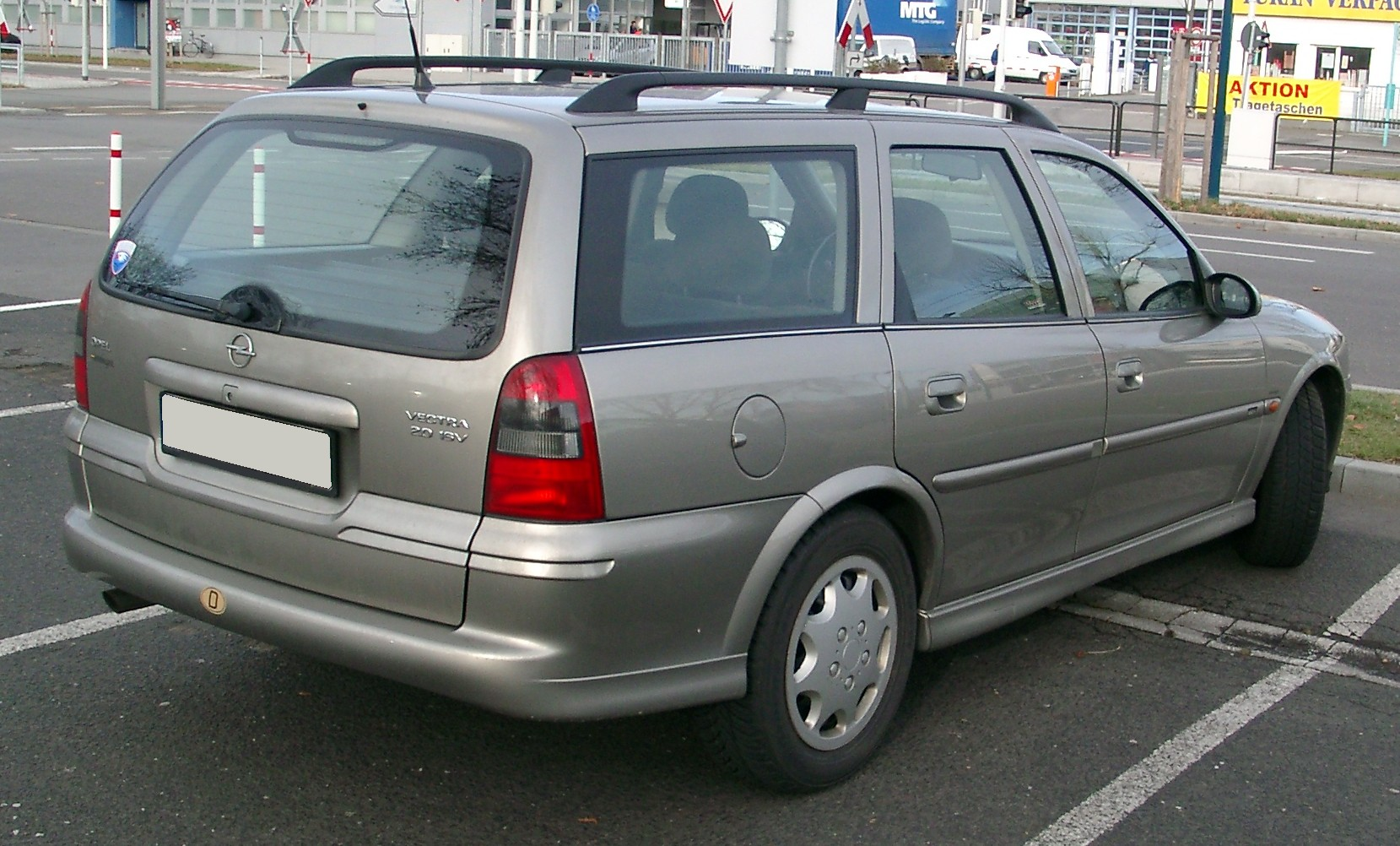
Opel Vectra B універсал (1999-2002)
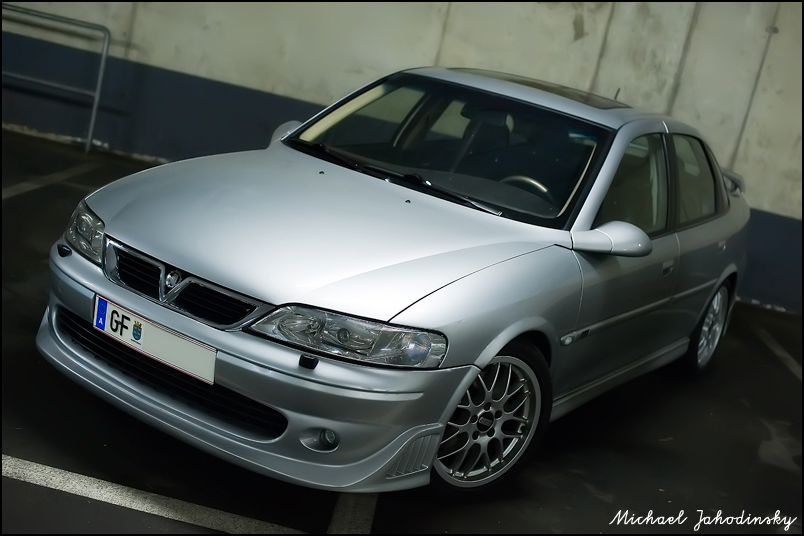
Opel Vectra B i500

## Opel Vectra C (2002—2008)

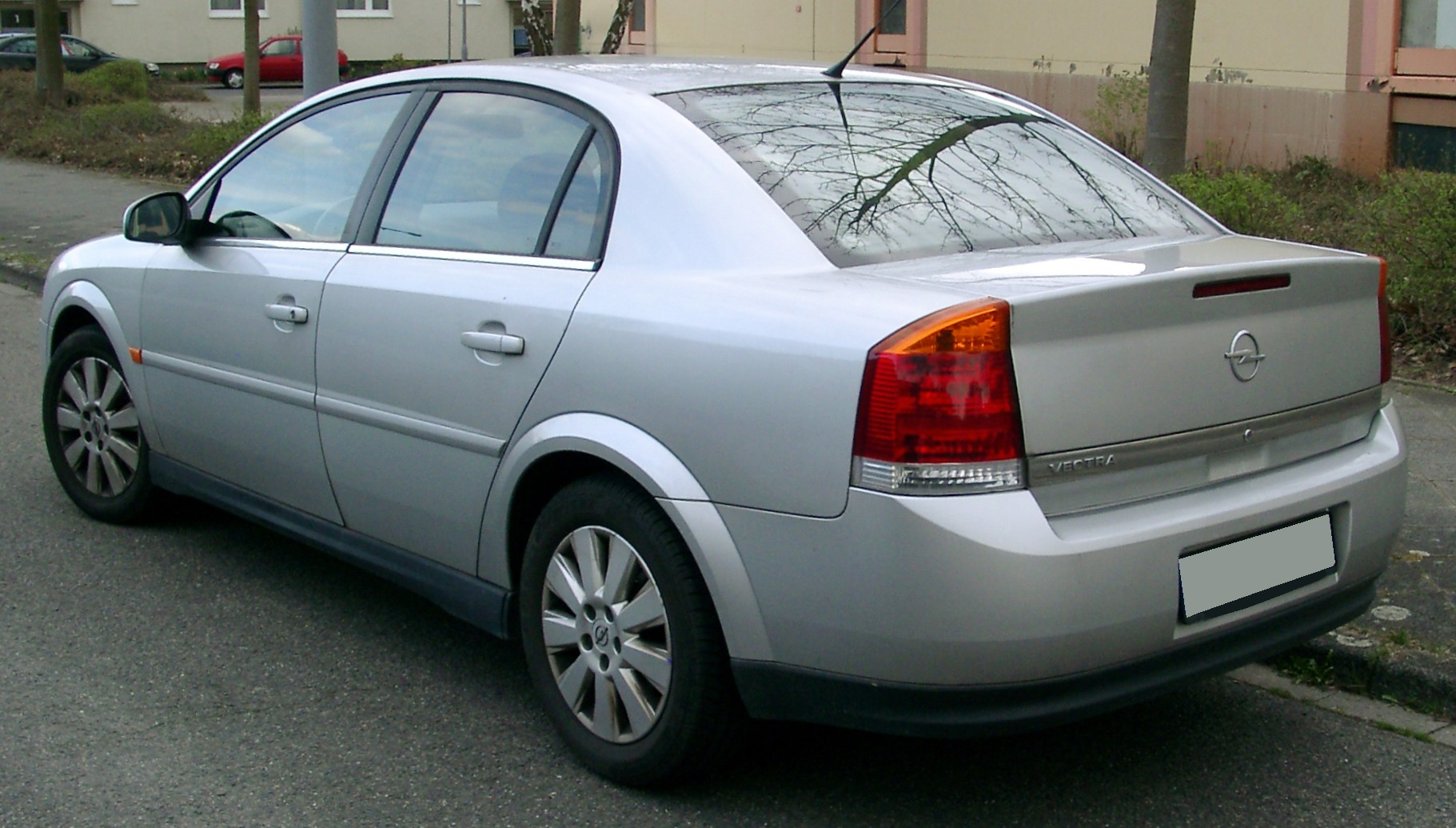
Opel Vectra С седан (2002—2005)

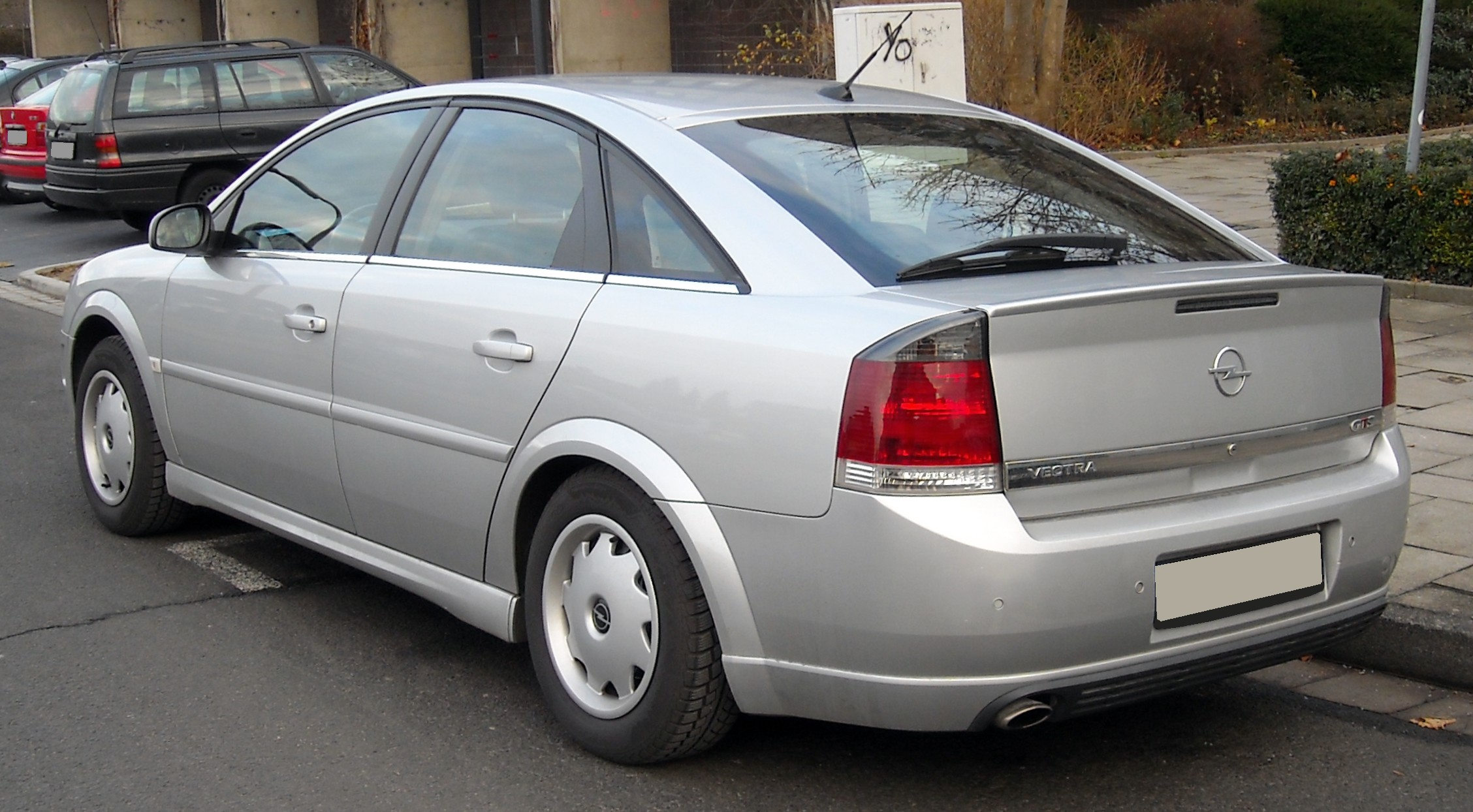
Opel Vectra С GTS ліфтбек (2002—2005)

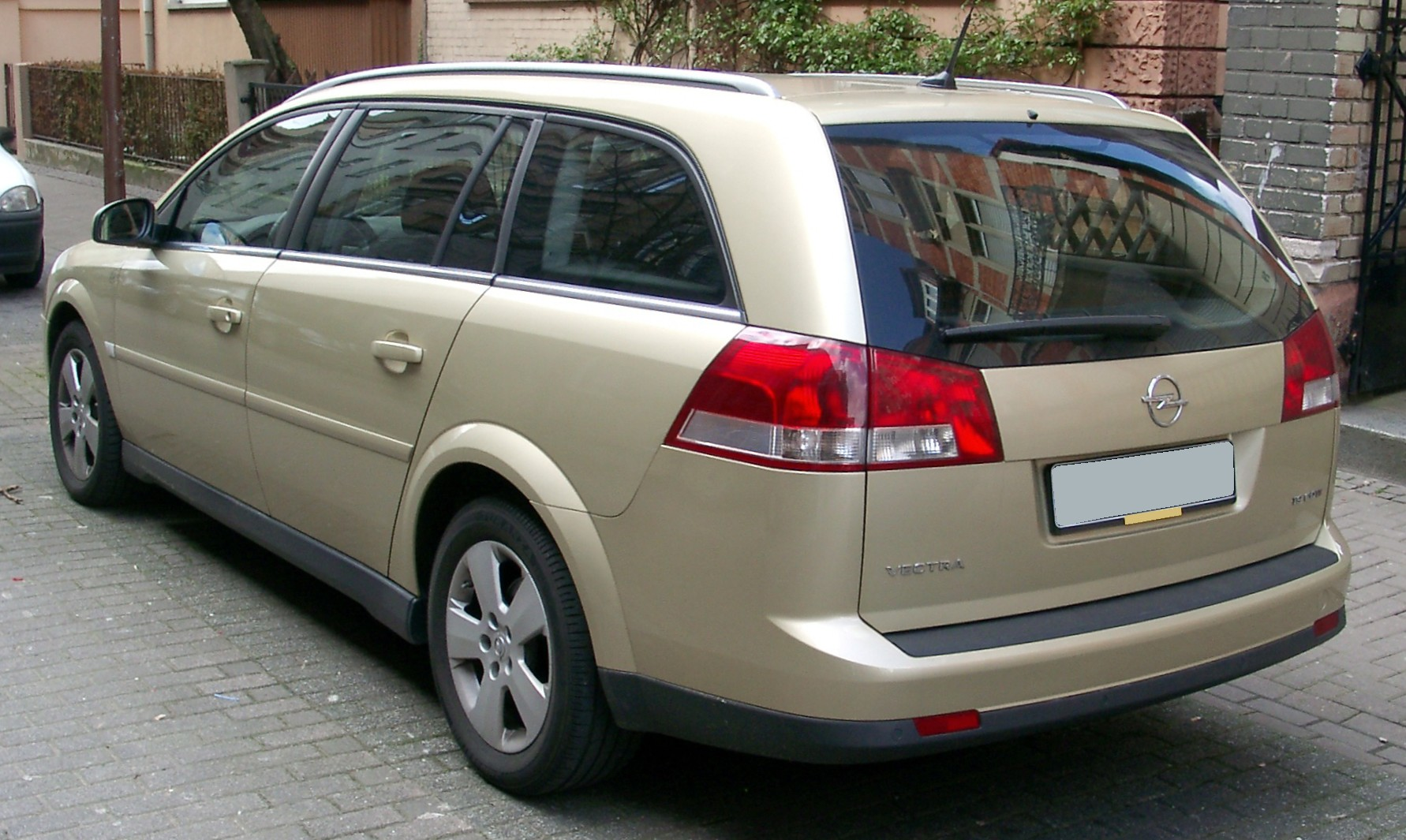
Opel Vectra С Caravan (2003—2005)

Третє покоління Opel Vectra з'явилося в 2002 році. Якщо покоління B було схоже на покоління A, то Opel Vectra C не має взагалі нічого спільного зі своїми старшими братами, як за дизайном, так і з технологічної частини. Новинка увібрала в себе всі можливі нові технології і системи. Серед нововведених систем можна виділити систему контролю гальмівних зусиль (CBC), систему стабілізації нового — третього покоління (ESP), інтерактивну систему управління (IDS), а також нову 5-ступінчасту автоматичну коробку передач з можливістю швидкого перемикання — Active Select.
Інтер'єр автомобіля досить простий і дуже практичний, без особливих дизайнерських надмірностей. Всередині автомобіль просторий і місткий, що робить його ідеальним варіантом для сімейного використання. Оббивка салону тканинна, двоколірна. На відміну від салону, багажний відсік трохи малуватий, те ж саме можна сказати про задні сидіння. Панель управління автомобіля обшита твердим пластиком, приємним на вигляд, з безліччю кнопок і монохромним дисплеєм. Незалежно від типу кузова, форма автомобіля обтічна, з красивими котячими передніми галогеновими фарами і елегантною решіткою радіатора з хромованою накладкою. Багажник також декорований хромованою накладкою. Дверцята багажника оснащені додатковим червоним стоп-сигналом, а крила автомобіля — індикаторами поворотів. 
Можливості комплектацій нової Вектра стали набагато ширшими. Тепер водій за додаткову плату може замовити собі електронний клімат контроль, паркувальний датчик, датчик дощу, систему контролю тиску в шинах. Але базова комплектація ширшою не стала.
Opel Vectra C отримала чудові бензинові двигуни п'яти модифікацій. Найменший — об'ємом 1,8 літра мав потужність 122 к.с., наступний за об'ємом — 2,2 літра мав дві модифікації, одна з турбонагнітачем (190 к.с.), а друга, без нього — потужністю 147 сил. Два потужних двигуни мали об'єм 2,6 літра і 3,2 літра. Останній мав потужність 211 сил і був замінений на новіший двигун після рестайлінгу. Новий двигун мав об'єм 2,8 літра і потужність 250 к.с. Є також три дизельні двигуни об'ємом 2,0 л, 2,2 л і 3,0 літри.
Незалежна підвіска всіх чотирьох коліс наділяє Opel Vectra всіма необхідними якостями для впевненої і активної їзди. Особливо яскраво це виражено в модифікованому спортивному варіанті, як демонструє хетчбек, представлений в версіях GTS. Варто згадати, що у Vectra є досягнення і в автоспорті — а це просто неможливо бодай без початкової базової «підготовки». Дорожній просвіт у Vectra невеликий, особливо під переднім бампером.
В 2005 році автомобіль піддався рестайлінгу, після якого змінився передній бампер, передня світлотехніка, капот, решітка радіатора. Дещо змінилися матеріали оздоблення салону, з'явилися нові двигуни. Задньої частини автомобіля рестайлінг не торкнувся.
Модельний ряд чотиридверного седана Vectra включає: Edition і Cosmo. Усі моделі, навіть початкового рівня, оснащені комплексним пакетом стандартного обладнання, до якого включено: кондиціонування повітря, дистанційне відмикання усіх дверей, включаючи багажне відділення, передні вікна з електроприводом, регульоване по висоті кермо, підігрів бокових дзеркал заднього виду та цікава новітня освітлювальна технологія «супроводження до дому», яка залишить увімкненими фари протягом 30 секунд після глушіння двигуна. 
Для тих, хто приділяє особливу увагу якості звучання та зв'язку, доступні п'ять комбінацій систем:
- Стерео CD-радіо CD 30 MP3;
- CDC40 Opera з інтегрованим 6 х CD-перемикачем і подвійним тюнером;
- CD 50 з можливістю інтеграції телефону;
- CD70 Navi, яка включає інтегровану навігаційну систему з динамічним наведенням і графічним інформаційним дисплеєм;
- DVD 90 Navi з інтегрованою системою DVD навігації і кольоровим інформаційним дисплеєм.

### Бензинові
| Модель       | Тип    | Об'єм    | Циліндри/Клапани | Потужність (кВт (к.с.) при об/хв) | Крутний момент (Нм при об/хв) | Роки виробництва | Примітки                    |
| ------------ | ------ | -------- | ---------------- | --------------------------------- | ----------------------------- | ---------------- | --------------------------- |
| 1.6          | Z16XE  | 1598 см³ | R4 16V           | 74 (100)/6000                     | 150/3600                      | 08.2004–06.2005  |                             |
| 1.6 Twinport | Z16XEP | 1598 см³ | R4 16V           | 77 (105)/6000                     | 150/3900                      | 06.2005–07.2008  |                             |
| 1.8          | Z18XE  | 1796 см³ | R4 16V           | 90 (122)/6000                     | 167/3800                      | 03.2002–06.2005  |                             |
| 1.8          | Z18XER | 1796 см³ | R4 16V           | 103 (140)/6300                    | 175/3800                      | 06.2005–07.2008  |                             |
| 2.0 Turbo    | Z20NET | 1998 см³ | R4 16V           | 129 (175)/5500                    | 265/2500–3800                 | 04.2003–07.2008  |                             |
| 2.2          | Z22SE  | 2198 см³ | R4 16V           | 108 (147)/5600                    | 203/4000                      | 03.2002–03.2004  |                             |
| 2.2 direct   | Z22YH  | 2198 см³ | R4 16V           | 114 (155)/5600                    | 220/3800                      | 12.2003–07.2008  | Не підходить для палива E10 |
| 2.8 V6 Turbo | Z28NEL | 2792 см³ | V6 24V           | 169 (230)/5500                    | 330/1800–4500                 | 09.2005–06.2006  |                             |
| 2.8 V6 Turbo | Z28NET | 2792 см³ | V6 24V           | 184 (250)/5500                    | 350/1800–4500                 | 01.2006–07.2008  |                             |
| OPC          | Z28NET | 2792 см³ | V6 24V           | 188 (255)/5500                    | 355/1800–4500                 | 09.2005–06.2006  |                             |
| OPC          | Z28NEH | 2792 см³ | V6 24V           | 206 (280)/5500                    | 355/1800–4500                 | 06.2006–07.2008  |                             |
| 3.2          | Z32SE  | 3175 см³ | V6 24V           | 155 (211)/6200                    | 300/4000                      | 07.2002–09.2005  |                             |

### Дизельні
| Модель       | Тип    | Об'єм    | Циліндри/Клапани | Потужність (кВт (к.с.) при об/хв) | Крутний момент (Нм при об/хв) | Роки виробництва |
| ------------ | ------ | -------- | ---------------- | --------------------------------- | ----------------------------- | ---------------- |
| 1.9 CDTI     | Z19DTL | 1910 см³ | R4 8V            | 74 (100)/3500–4000                | 260/1700–2500                 | 09.2005–07.2008  |
| 1.9 CDTI     | Z19DT  | 1910 см³ | R4 8V            | 88 (120)/3500–4000                | 280/2000–2750                 | 03.2004–07.2008  |
| 1.9 CDTI*    | Z19DTH | 1910 см³ | R4 16V           | 110 (150)/4000                    | 320/2000–2750                 | 03.2004–07.2008  |
| 2.0 DTI      | Y20DTH | 1995 см³ | R4 16V           | 74 (100)/4000                     | 230/1500–2500                 | 07.2002–02.2004  |
| 2.2 DTI      | Y22DTR | 2172 см³ | R4 16V           | 92 (125)/4000                     | 280/1500–2750                 | 07.2002–11.2004  |
| 3.0 V6 CDTI  | Y30DT  | 2958 см³ | V6 24V           | 130 (177)/4000                    | 370/1900–2800                 | 08.2003–06.2005  |
| 3.0 V6 CDTI* | Z30DT  | 2958 см³ | V6 24V           | 135 (184)/4000                    | 400/1900–2700                 | 06.2005–07.2008  |

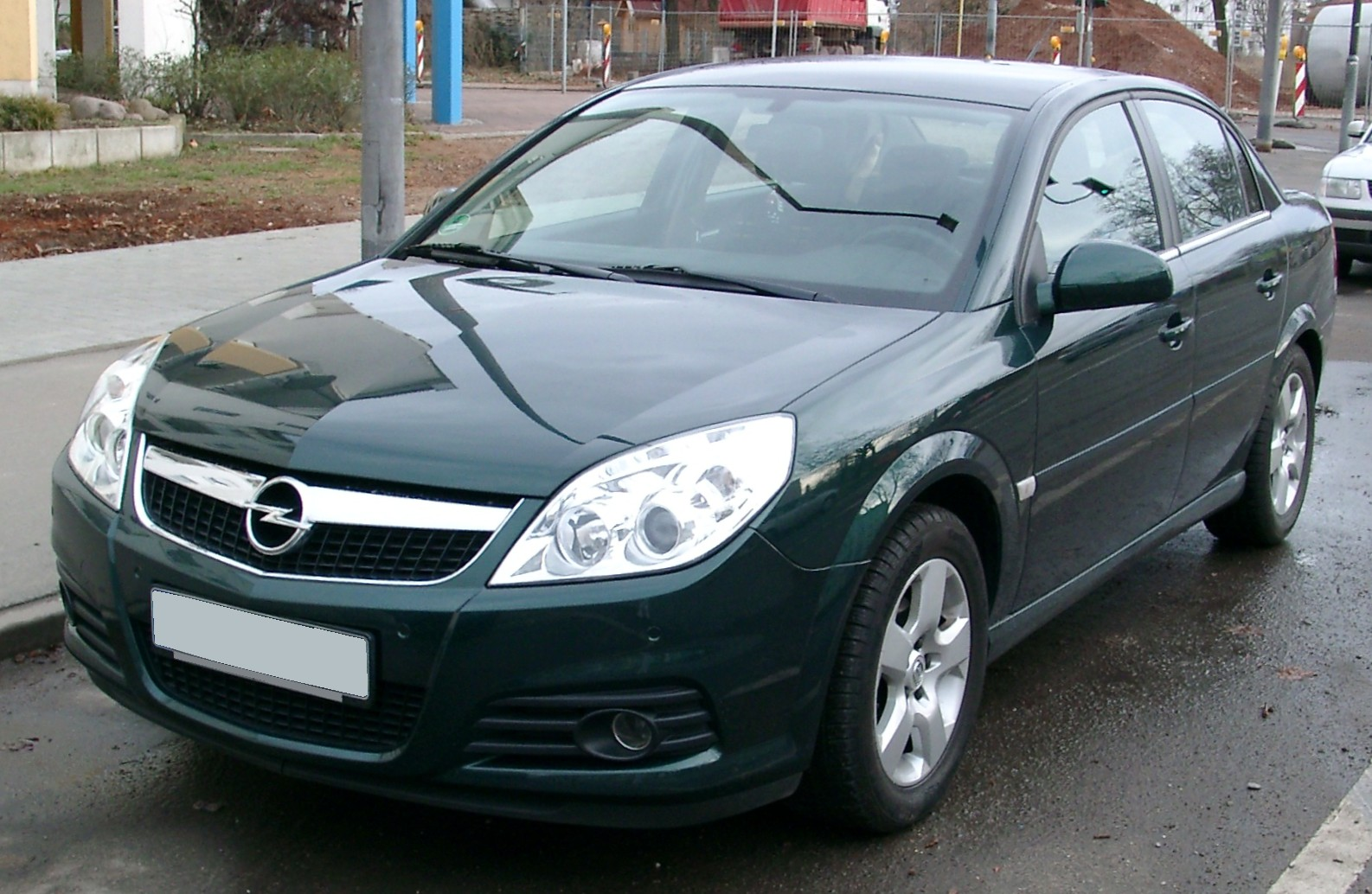
Opel Vectra С седан (2005-2008)
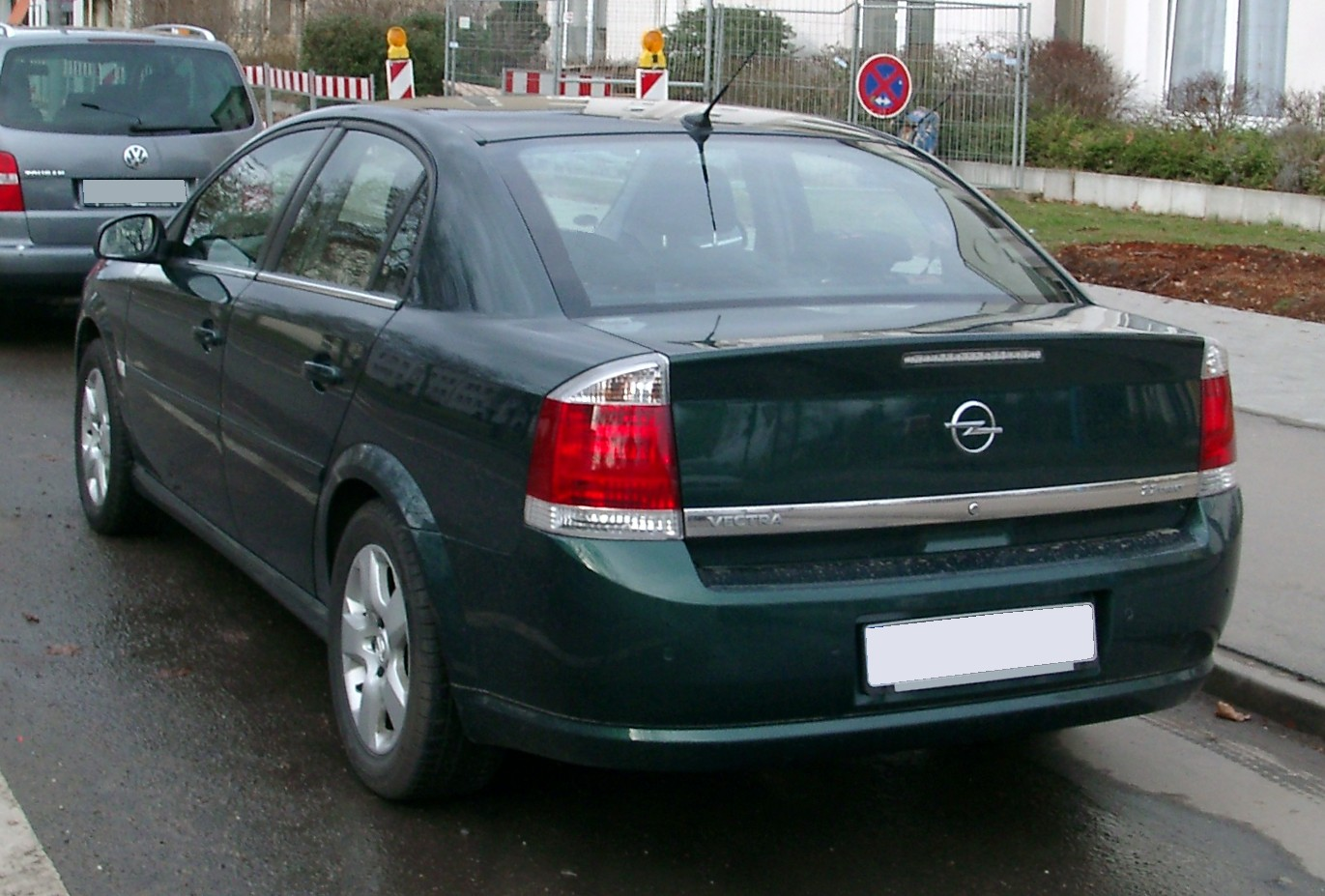
Opel Vectra С седан (2005-2008)
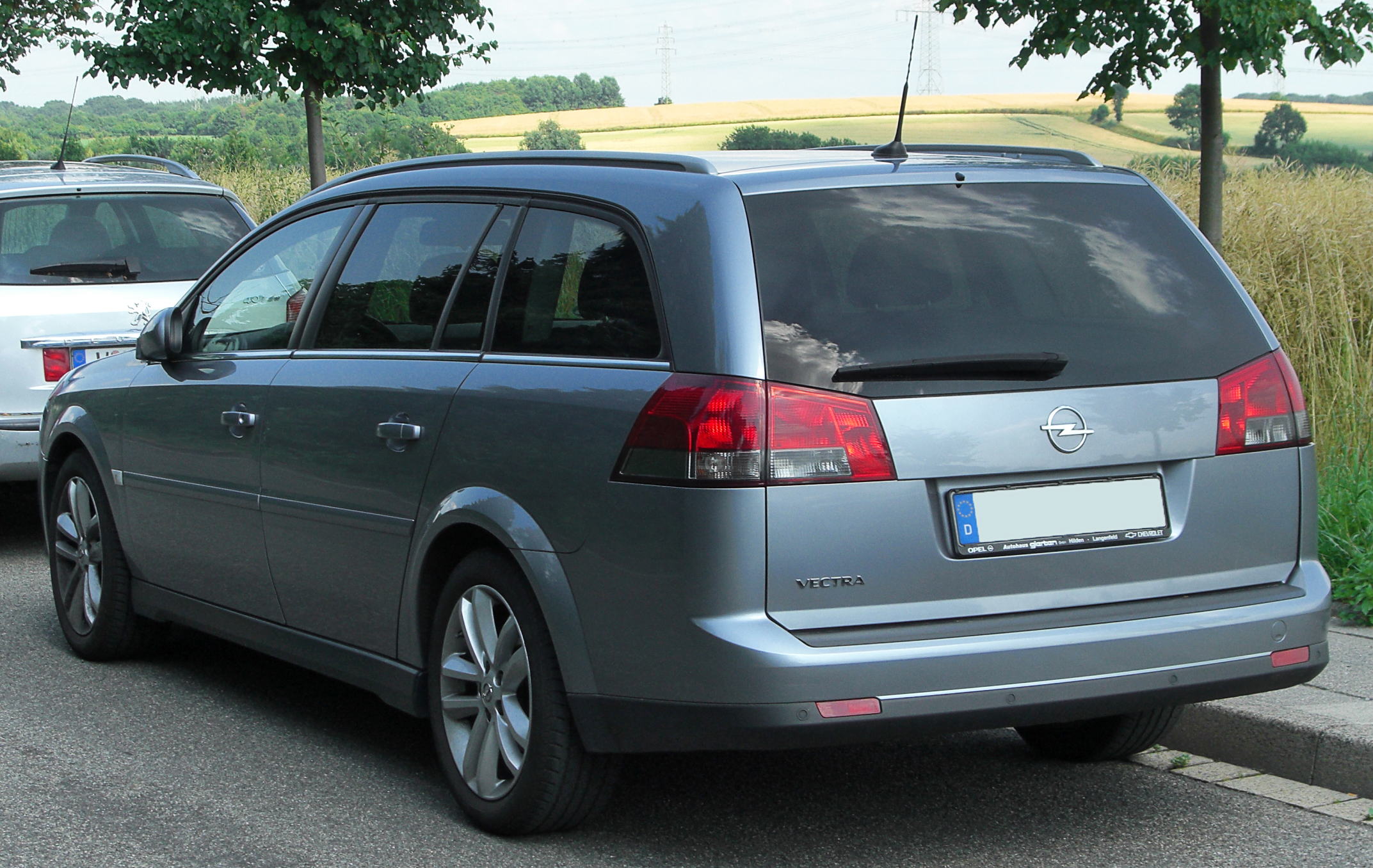
Opel Vectra С Caravan (2005-2008)
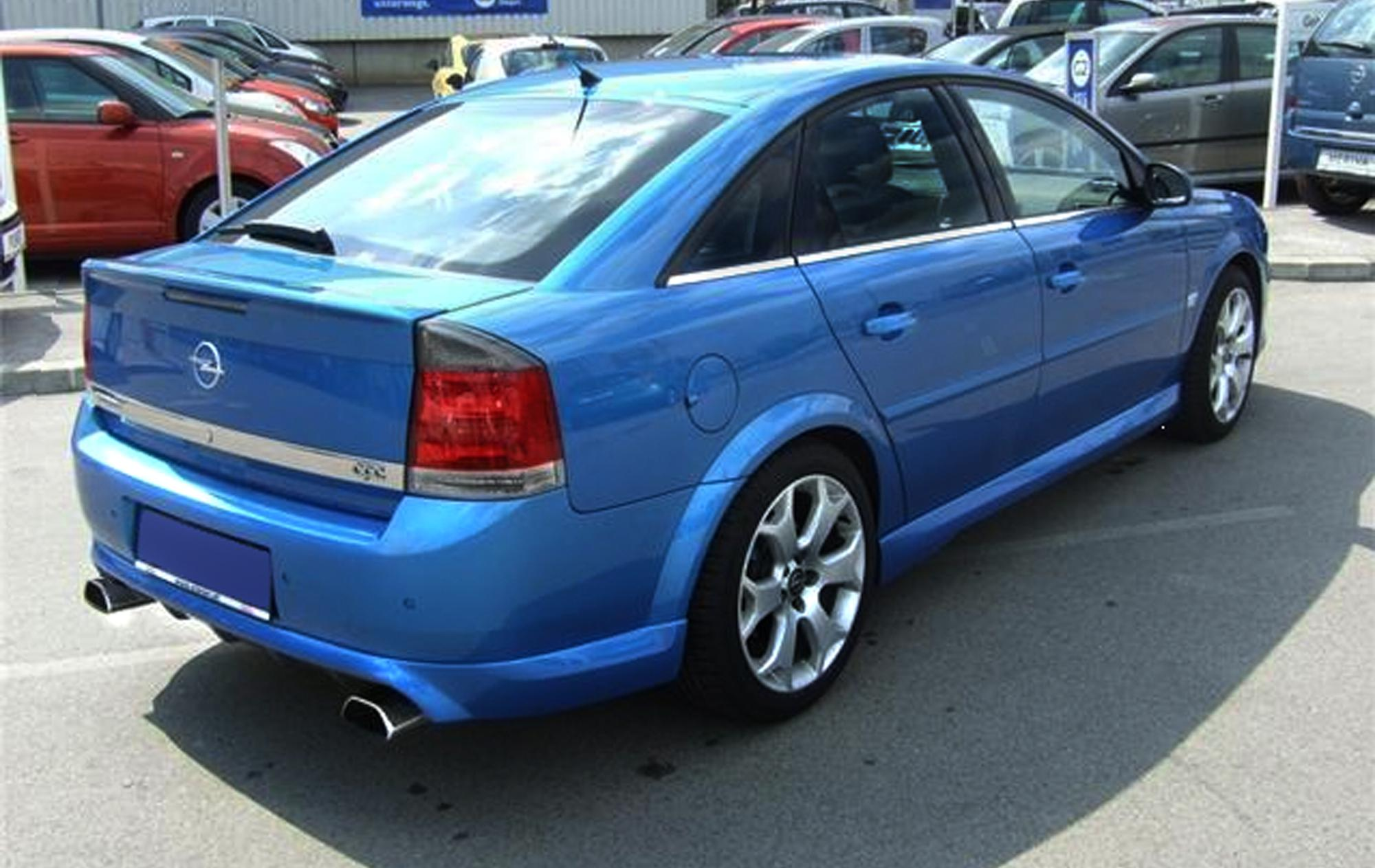
Opel Vectra С OPC (2005-2008)
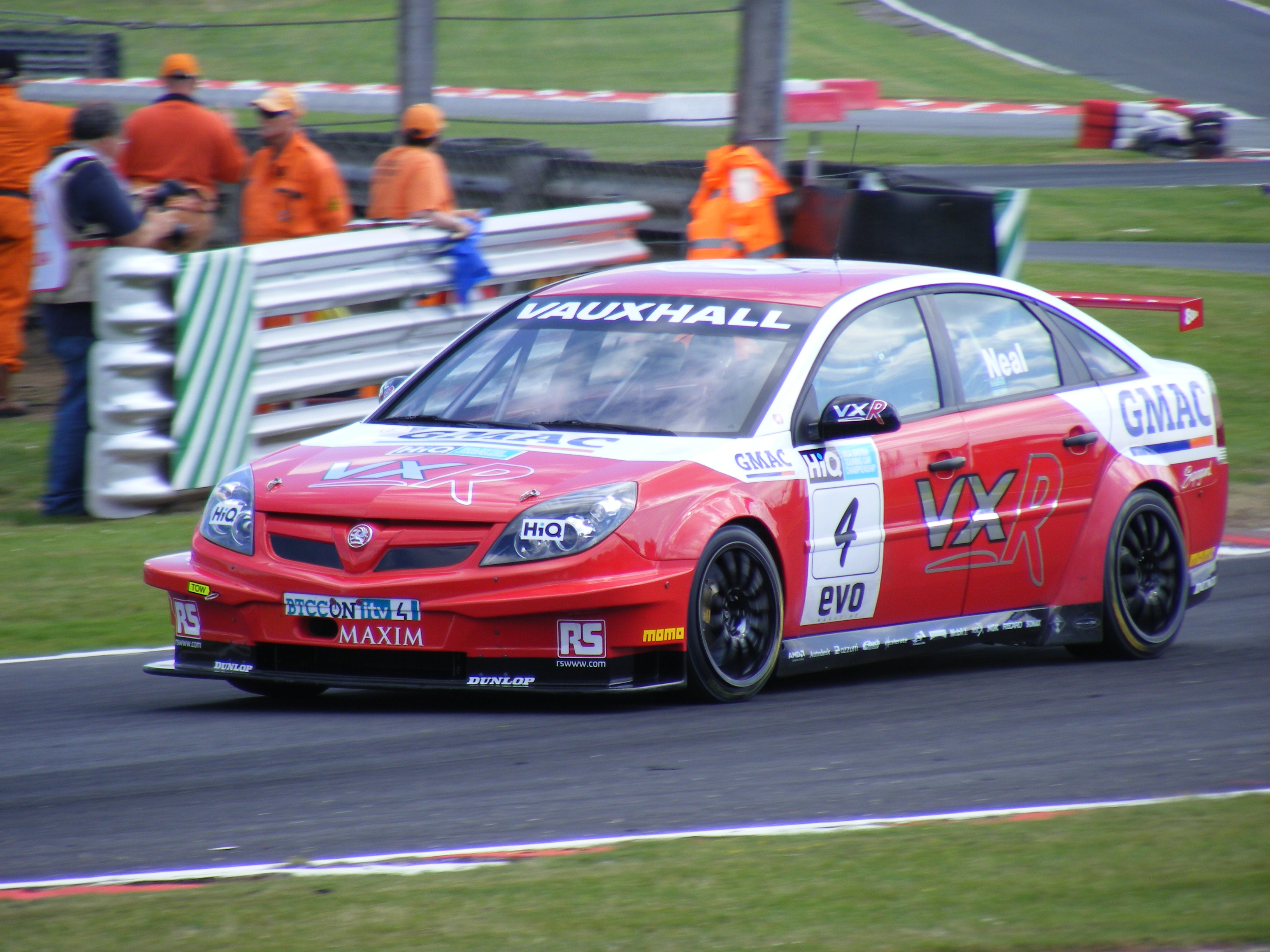